# Les Barricades
Les barricades (en letó: Barikādes) van ser una sèrie d'enfrontaments entre la República de Letònia i la Unió de Repúbliques Socialistes Soviètiques el gener del 1991, que van tenir lloc principalment a Riga. Aquests esdeveniments reben el nom de l'esforç popular de construir i protegir barricades del 13 al 27 de gener. Letònia, que havia declarat la restauració de la independència de la Unió Soviètica un any abans, va anticipar que la Unió Soviètica podria intentar recuperar el control sobre el país per la força.
Després dels atacs de l'OMON soviètica a Riga a principis de gener, el govern va demanar a la gent que construís barricades per protegir possibles objectius (principalment a la capital de Riga i la propera Ulbroka, així com a Kuldīga i Liepāja). Sis persones van morir en altres atacs, diverses van resultar ferides en trets o van ser apallissades per OMON. La majoria de les víctimes van ser afusellades durant l'atac soviètic contra el Ministeri de l'Interior letó el 20 de gener, mentre que una altra persona va morir en un accident de construcció mentre reforçava les barricades. Es desconeix el nombre exacte de baixes entre els lleials soviètics. Al voltant de 32.000 persones han rebut la Medalla Commemorativa per als participants de les barricades del 1991 per la participació o el suport a l'esdeveniment.

## Antecedents
Durant la Segona Guerra Mundial Letònia havia estat ocupada per la URSS. El 1985, Mikhail Gorbatxov va introduir les polítiques de glasnost i perestroika, amb l'esperança de salvar l'economia soviètica, que estava en fallida. Les reformes també van reduir les restriccions de llibertat política a la Unió Soviètica. Això va provocar conseqüències no desitjades ja que van sorgir problemes a la Unió Soviètica i crims del règim soviètic, que anteriorment es mantenien en secret i negats pel govern, provocant una insatisfacció pública, aprofundida encara més per la guerra a l'Afganistan i el desastre de Txernòbil. Una altra conseqüència no desitjada de Glasnost per a les autoritats centrals soviètiques van ser els sentiments nacionalistes llargament suprimits que van ser alliberats a les repúbliques de la Unió Soviètica.

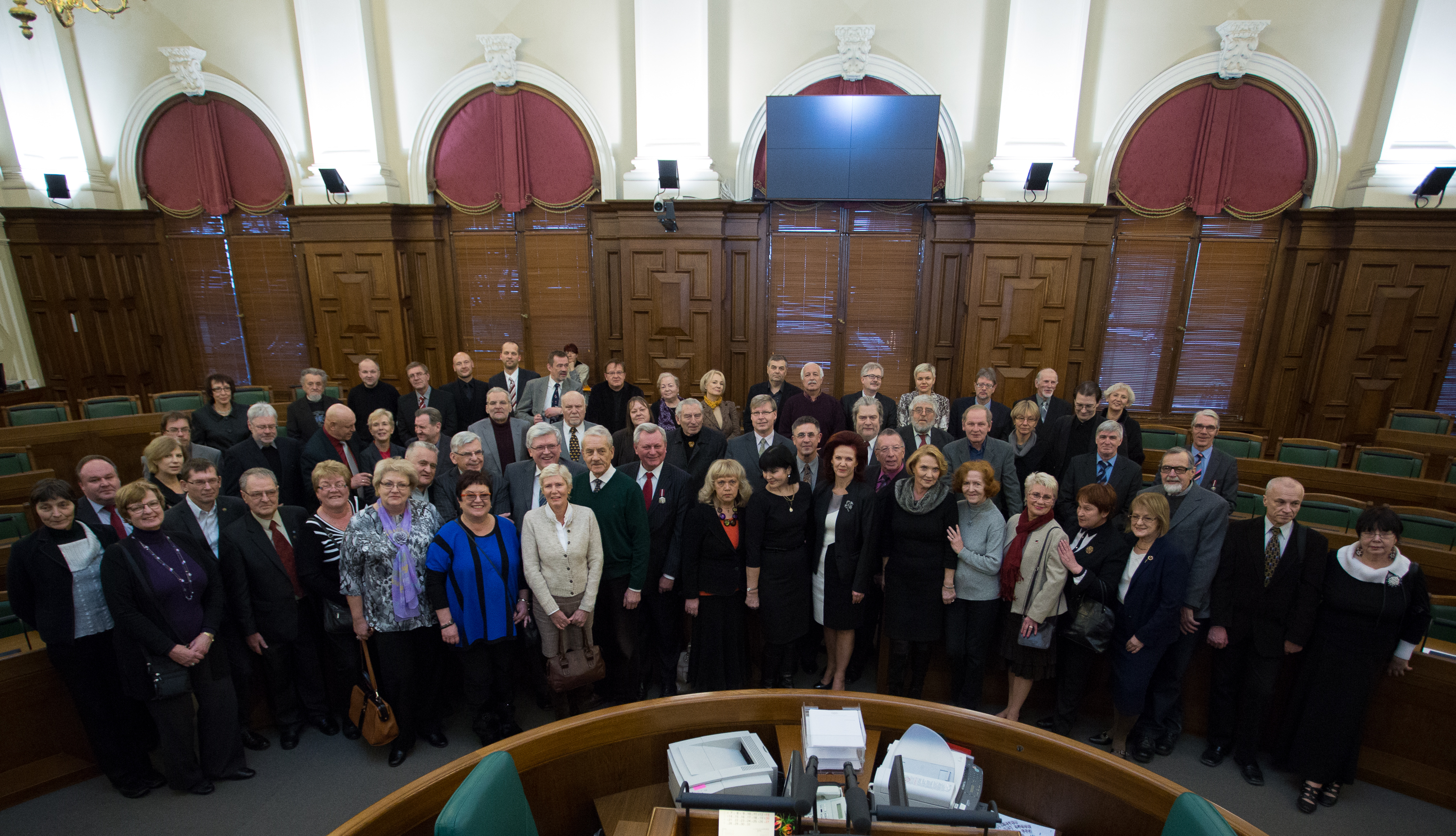
Alguns dels periodistes que van cobrir les barricades (el 2013)

Es van dur a terme massives manifestacions contra el règim soviètic. A Letònia va començar un moviment independentista. Els partidaris de la independència - el Front Popular de Letònia, el Partit Verd Letó i el Moviment per la Independència Nacional de Letònia - van guanyar eleccions al Soviet Suprem de l'RSS de Letònia el 18 de març de 1990 i van formar el Front Popular de Letònia, que va deixar la Facció pro-soviètica per la igualtat de drets a l'oposició.
El 4 de maig de 1990, el Soviet Suprem, que després es va anomenar Consell Suprem de la República de Letònia, va declarar la restauració de la independència de Letònia i va començar la secessió de la Unió Soviètica. L'URSS no va reconèixer aquestes accions i les va considerar contràries a les constitucions federals i republicanes soviètiques. En conseqüència, va incrementar-se la tensió en les relacions entre Letònia i la Unió Soviètica i entre el moviment independentista i les forces prosoviètiques, com el Front Internacional del Treballador de Letònia (Interfront) i el Partit Comunista de Letònia, juntament amb el seu país letó El Comitè de Rescat Públic.

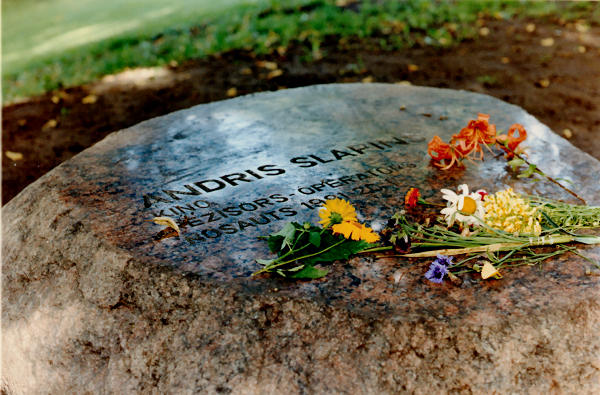
El monument que va marcar el lloc en què Andris Slapiņš, un càmera, va ser assassinat durant l'atac al Ministeri de l'Interior letó el 20 de gener.

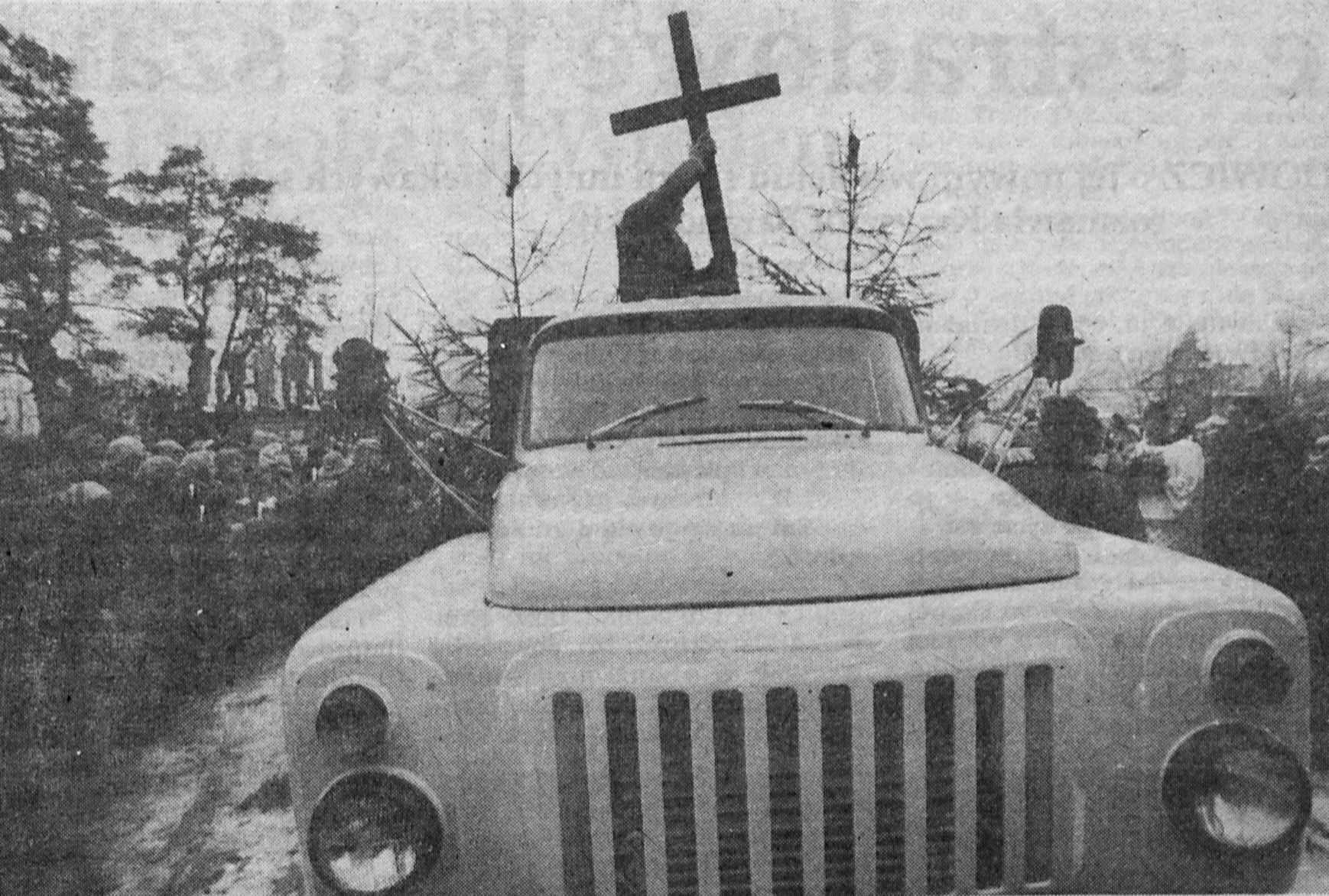
El funeral de Roberts Mūrnieks

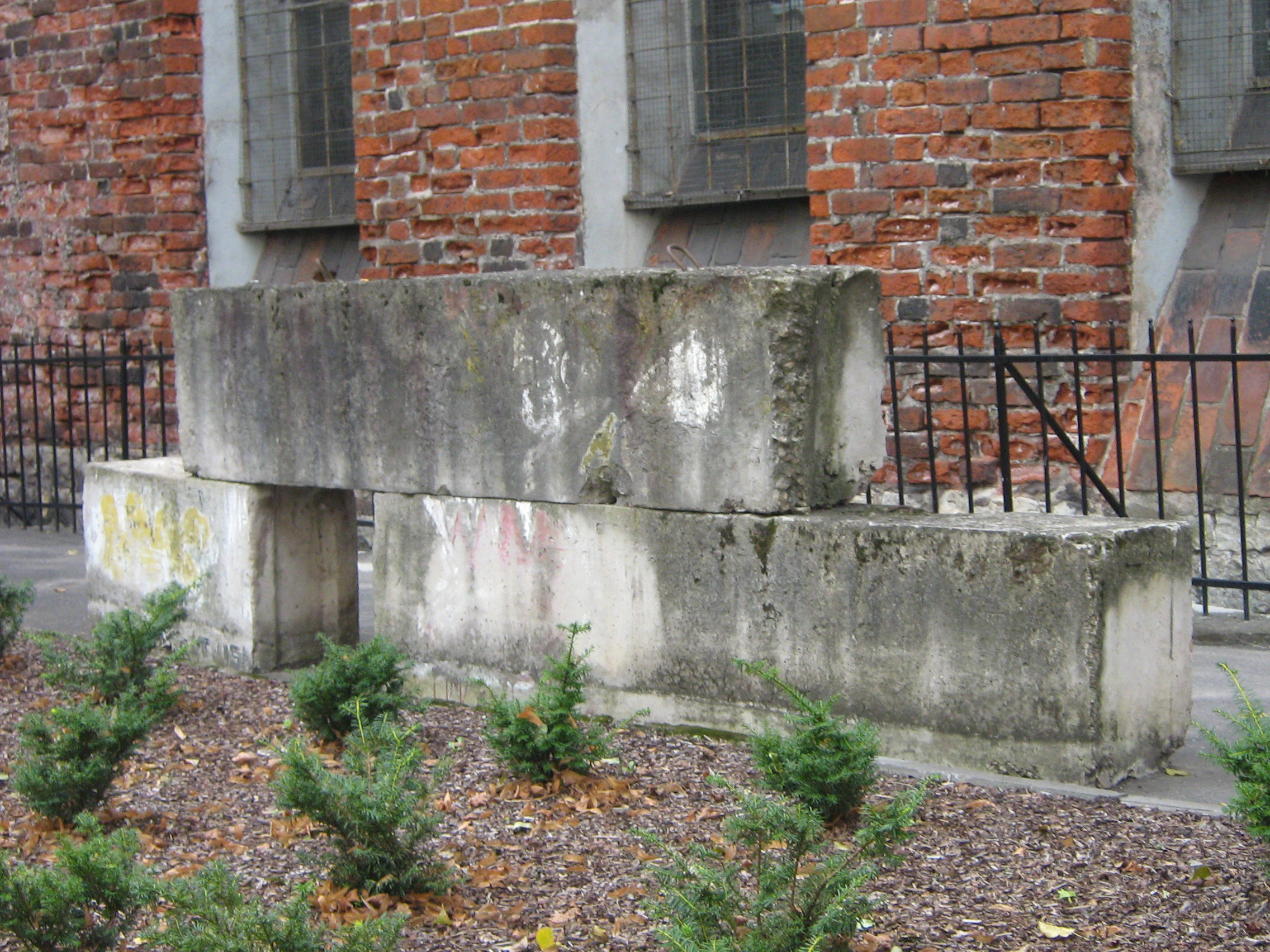
Restes de barricades a prop del Saeima el 2007

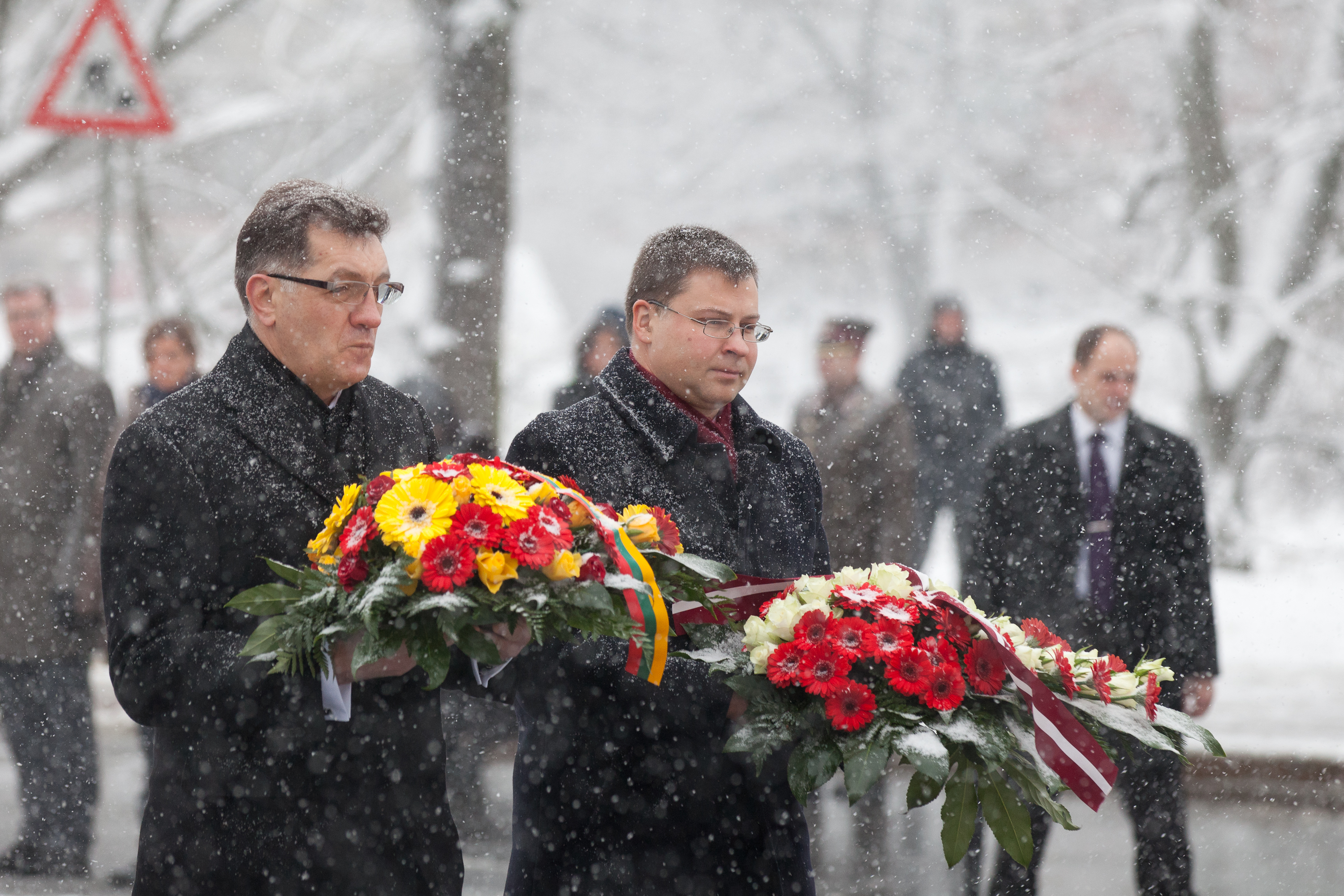
Valdis Dombrovskis (dreta) i Algirdas Butkevičius, primers ministres de Letònia i Lituània, recordant els assassinats a les barricades (20 de gener de 2013)

## Amenaça de repressió militar soviètica
Les forces prosoviètiques van intentar provocar violència i prendre el poder a Letònia.El desembre de 1990 es va produir una sèrie de bombardejos, el mariscal de la Unió Soviètica Dmitry Yazov va admetre que l'exèrcit era responsable dels primers quatre bombardejos, els autors dels altres bombardejos segueixen sent desconeguts, la premsa comunista de l'època va culpar els nacionalistes letons.
El govern de la Unió Soviètica i altres grups prosoviètics van amenaçar que s'establiria un estat d'emergència que atorgaria una autoritat il·limitada a Letònia al president Gorbatxov i que s'utilitzaria la força militar per "implementar l'ordre a les repúbliques bàltiques". En aquell moment, les tropes soviètiques, les unitats OMON i les forces del KGB estaven desplegades a Letònia. El 23 de desembre de 1990, un gran grup de combat de la KGB va ser exposat a Jūrmala. Aleshores es rumorejava que hi hauria un cop d'estat i s'establiria una dictadura. Aparentment, el ministre d'Exteriors de la Unió Soviètica, Eduard Shevardnadze, ho va confirmar quan va dimitir el 20 de desembre de 1990, afirmant que arribaria una dictadura.
L'11 de desembre de 1990, el Front Popular va publicar un anunci en què afirmava que no calia un clima de por i histèria en el que s'anomenaria hora X - l'autoritat il·limitada del president - i que cada persona hauria d'estar preparada per considerar què faria si això passés. El Front Popular també va especular sobre què s'hauria de fer fins a l’hora X i després, si les forces soviètiques tenien èxit. Aquests plans demanaven actes per mostrar suport a la independència i atreure l'atenció de la societat internacional, unint-se a unitats de guàrdia voluntària, raonant amb els russos de Letònia que els expliquessin, especialment els oficials militars, que les idees del Front Popular són similars a les dels demòcrates russos.. També va demanar un esforç per protegir l'economia i garantir que també s'hagi de fer circular la informació.
En cas que s'establís amb èxit el control soviètic, aquest pla demanava una campanya de desobediència civil, ignorant qualsevol ordre i petició de les autoritats soviètiques, així com qualsevol elecció i referèndum soviètic, que minava l'economia soviètica fent vaga i seguint elaborar absurdament instruccions de fabricació soviètiques al peu de la lletra per paralitzar la producció, ajudant el moviment independentista a continuar la seva feina il·legalment i ajudant els seus partidaris a participar en el treball de les institucions soviètiques. Finalment, documentar detingudament els crims que les forces soviètiques poguessin cometre durant l'estat d'emergència.

## Atacs a principis de gener
El 2 de gener de 1991, l'OMON es va apoderar dels Preses Nams (anglès: Press House), la impremta nacional de Letònia i va atacar agents de la policia criminal que estaven documentant l'esdeveniment. El consell suprem va celebrar una sessió en què es va informar que el gerent de Preses Nams estava pres com a ostatge, mentre que altres treballadors, tot i que van ser maltractats físicament i verbalment, semblaven autoritzats a sortir de la impremta. El consell suprem va reconèixer oficialment la presa de la impremta com un acte il·legal per part del Partit Comunista de Letònia.
El front popular va organitzar protestes a l'edifici del partit comunista. La impremta va quedar parcialment paralitzada, ja que continuava imprimint només premsa prosoviètica. El 4 de gener, l'OMON es va apoderar de la central telefònica a Vecmīlgrāvis, s'especula que va ser perquè es van tallar les línies telefòniques que feia servir OMON. Després, l'OMON es va apoderar del Ministeri de l'Interior, però el telèfon no es va tallar per por que l'OMON atacés la central telefònica internacional. Contràriament a les afirmacions de l'oficial d'OMON, Boris Karlovich Pugo i Mikhail Gorbachev van afirmar que no van ser informats d'aquest atac. Mentrestant, l'exèrcit soviètic seguia en moviment; aquell mateix dia va arribar a Riga una unitat d'intel·ligència.
El 7 de gener, seguint les ordres de Mikhail Gorbatxov, Dmitriy Yazov va enviar unitats de comandament a diverses repúbliques de la Unió Soviètica, inclosa Letònia.
L'11 de gener es va celebrar el Consell Militar del Districte Militar del Bàltic. Va decidir armar oficials i cadets soviètics amb metralladores. Als carrers de Riga es va veure moviment obert de tropes soviètiques i vehicles blindats. El 10 de gener es van celebrar diverses reunions de moviments independentistes i prosoviètics. Interfront va celebrar una reunió demanant al govern de Letònia la dimissió. Unes 50.000 persones van participar i van intentar irrompre a l'edifici del gabinet de ministres després que els militars els ho demanessin.

## Construcció de les barricades
L'11 de gener, l'exèrcit soviètic va llançar un atac contra el veí de Letònia, Lituània.